# 庫爾佩珀縣
庫爾佩珀縣（英語：Culpeper County）是美国維吉尼亞州北部的一個縣，面積990平方公里。根據2020年美國人口普查，共有人口52,552人。縣治庫爾佩珀。該縣成立於1749年，縣名紀念殖民地時期總督、第二代庫爾佩珀男爵。
以飾演超人聞名的克里斯托弗·里夫於1995年在該縣參加馬術比賽時受傷，導致全身癱瘓。
38°29′N 77°58′W / 38.49°N 77.96°W